# Bob Beemer
Bob Beemer (Los Angeles, 8 de fevereiro de 1955) é um sonoplasta estadunidense. Venceu o Oscar de melhor mixagem de som em quatro ocasiões, sendo a última na edição de 2007 por Dreamgirls, ao lado de Willie D. Burton e Michael Minkler.